# Паства (фильм)
«Паства» (англ. The Flock) — американский фильм 2007 года режиссёра Эндрю Лау.

## Сюжет
Работой сотрудника департамента общественной безопасности Эрролла Бэббиджа (Ричард Гир) является надзор за преступниками, совершившими преступление на сексуальной почве и вышедшими на свободу, получив условно-досрочное освобождение. В отличие от других сотрудников своего отдела, которые подходят к делу бюрократически, Бэббидж занимается своей работой серьёзно, даже слишком серьёзно, в том числе используя «неформальные» методы. В конце концов чрезмерная активность Бэббиджа начинает раздражать его начальника, и он предлагает ему выйти на пенсию, предварительно за несколько дней введя в курс дела новую сотрудницу Эллисон Лоури (Клэр Дэйнс).
В это время происходит похищение девушки Харриет Уэллс (Кристина Сиско). Хотя Бэббидж не полицейский и не имеет отношения к расследованию дела, его не покидает мысль, что девушку похитил кто-то из его подопечных.

## В ролях
| Актёр           | Роль           |
| --------------- | -------------- |
| Ричард Гир      | Эрролл Бэббидж |
| Клэр Дэйнс      | Эллисон Лоури  |
| Аврил Лавин     | Беатрис Белл   |
| Рассел Сэмс     | Эдмунд Грумс   |
| Кейди Стрикленд | Виола Фрай     |
| Кармен Серано   | Колетт         |
| Рэй Уайз        | Бобби Стайлс   |
| Мэтт Шульц      | Гленн Кастис   |
| Кристина Сиско  | Харриет Уэллс  |
| Робин Рид       | официантка     |